# Paul Neck
Paul Neck (obersorbisch Pawoł Njek; * 19. September 1891 in Bautzen; † 24. August 1944 im KZ Buchenwald) war ein deutsch-sorbischer Lehrer, Kommunist und Widerstandskämpfer gegen den Nationalsozialismus.

## Leben
Neck stammte aus einer sorbischen Arbeiterfamilie. Seine Eltern ermöglichten ihm den Besuch des Katholischen Lehrerseminars in Bautzen, das er 1913 beendete. Im Ersten Weltkrieg wurde Neck zum Kriegsdienst eingezogen. Nach drei Jahren an der Front kehrte er als überzeugter Kriegsgegner in seine Heimat zurück. Neck schloss sich zunächst der Unabhängigen Sozialdemokratischen Partei Deutschlands (USPD) an, gehörte aber seit der Vereinigung des linken Flügels der USPD mit der Kommunistischen Partei Deutschlands (KPD) im Dezember 1920 der KPD an.
Neck studierte an der Universität Leipzig und an der Technischen Hochschule Dresden, sein Studium schloss er als Diplomberufsschullehrer ab. Aber seine Tätigkeit in der Kommunistischen Studentenfraktion (Kostufra), in der Roten Hilfe Deutschlands (RHD) und im Bund der Freunde der Sowjetunion (BdFSU) hatte das Missfallen der Schulbehörden erregt. Sie ließen ihn nur als Aushilfslehrer zu und versetzten ihn jährlich an eine andere Schule, um damit einen möglichen, dauernden Einfluss auf die Schüler zu verhindern. 1933 wurde er von den Nationalsozialisten endgültig aus dem Schuldienst entfernt.
Neck schloss sich dem Widerstand an. Sein Beruf hatte ihn auch mit parteilosen und sozialdemokratischen Angehörigen der Intelligenz bekannt gemacht, die er nun für den gemeinsamen Kampf zu gewinnen suchte. Enge Beziehungen pflegte er insbesondere zu Maria Grollmuß, die dem Arbeitskreis Revolutionärer Sozialisten angehörte. Beide organisierten Hilfe für Opfer und Verfolgte des NS-Regimes.
Am 12. März 1942 nahm die Gestapo Neck in seiner Wohnung fest. Nach einigen Wochen Haft in den Gefängnissen von Bautzen und Dresden wurde er in das KZ Buchenwald deportiert. Hier wurde er in die illegale Arbeit der politischen Gefangenen einbezogen und beteiligte sich am Widerstand gegen die SS-Lagerleitung. Er half, das Leben gefährdeter Häftlinge vor dem Zugriff der SS zu schützen. Nach zweijähriger Haft wurde Neck, am selben Tage wie Rudolf Breitscheid, Opfer eines anglo-amerikanischen Luftangriffs.

## Ehrungen
- In seiner Heimatstadt Bautzen ist die Paul-Neck-Straße nach ihm benannt.
- Zu Zeiten der DDR war auch die Jugendherberge in Panschwitz-Kuckau nach ihm benannt.